# Cratere Ada
Ada  è un cratere sulla superficie di Marte che prende il nome dall'omonima città dell'Oklahoma.